# Балаклеев, Иван Иванович
Ива́н Ива́нович Балакле́ев (1866 — после 1917) — русский общественный деятель и политик, член III Государственной думы от Подольской губернии.

## Биография

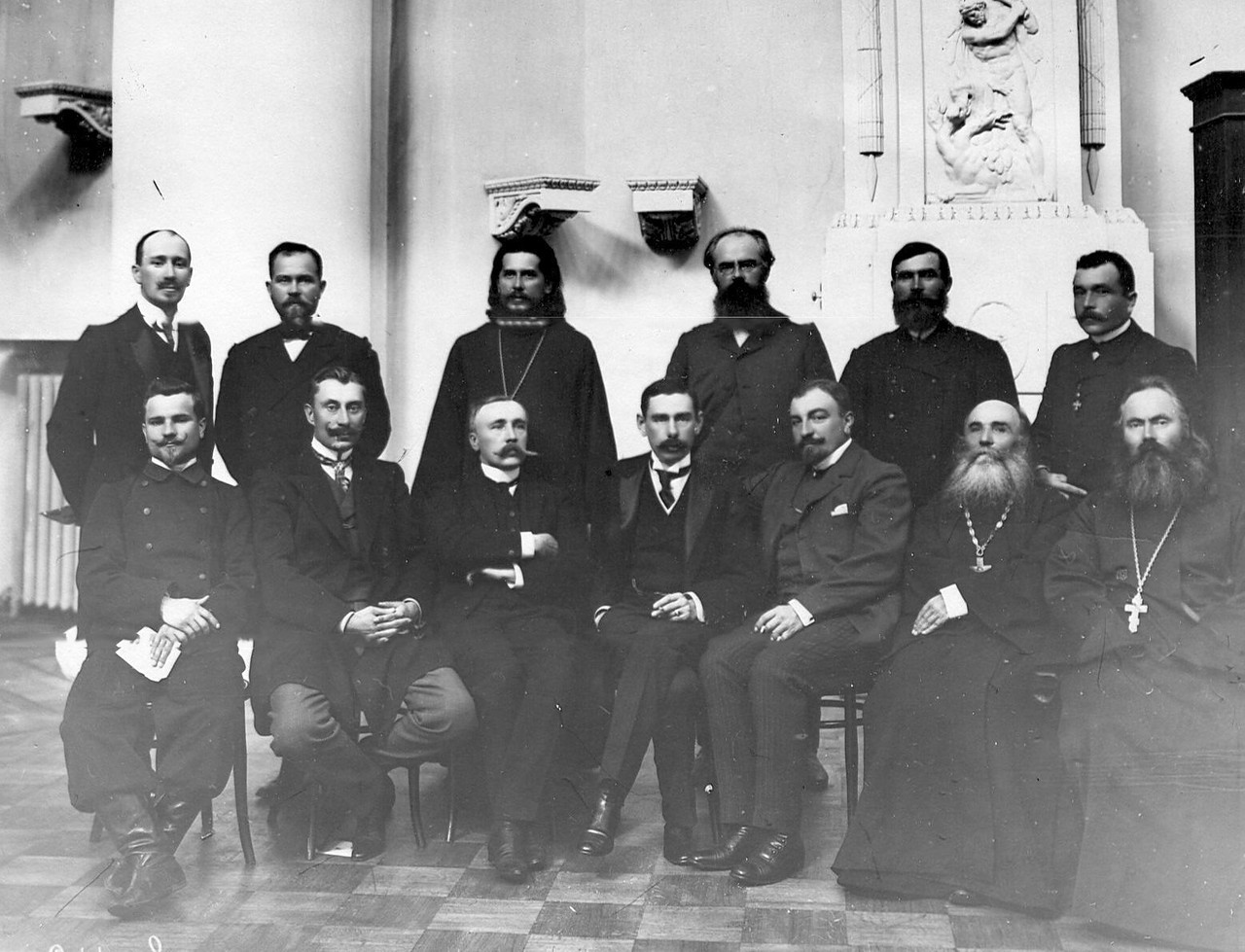
Депутаты Государственной думы Российской империи III созыва, от Подольской губернии. Сидят: Андрийчук Г. А., Потоцкий А. А., Червинский Г. Е., Балашёв П. Н., Гижицкий А. С., Маньковский Г. Т., Сендерко М. И.; стоят: Чихачёв Д. Н., Пахальчак В. К., Подольский В. И., Балаклеев И. И., Николенко П. Е., Галущак С. О.

Православный. Из потомственных дворян. Землевладелец Балтского уезда (150 десятин при селе Пужайкове).
В 1890 году окончил историко-филологический факультет Киевского университета.
Отбыв воинскую повинность, поселился в родовом имении и занялся сельским хозяйством. В течение пяти лет состоял попечителем продовольственного участка. В 1901—1904 годах был помощником заведующего, а с 1904 — заведующим военно-конским участком. Избирался гласным Балтского уездного и Подольского губернского земских собраний, членом уездной земской управы. С 1906 года состоял почетным мировым судьей по Балтскому судебному округу. Устроил земскую лечебницу в Песчане, состоял её попечителем.
В 1906 году организовал и возглавил Балтский отдел Союза русского народа. В октябре того же года был делегатом 3-го Всероссийского съезда русских людей в Киеве.
В 1907 году был избран членом III Государственной думы от Подольской губернии. Входил во фракцию правых, с октября 1908 был членом Совета фракции. Был экспертом фракции по государственно-правовым вопросам. Состоял докладчиком финансовой комиссии, а также членом комиссий: бюджетной, по рабочему вопросу, о неприкосновенности личности, по переселенческому делу, финансовой и по местному самоуправлению. Выступал против ставки Столыпина на «сильных» и считал что необходимо придерживаться традиционной морали и поддерживать «слабых».
Статьи о думской деятельности публиковал в журнале «Прямой путь», входил в редакционную комиссию «Книги русской скорби» (1908—1914). Состоял кандидатом в члены Главного совета Союза русского народа (1908—1911), затем — почетным членом СРН с правами члена-учредителя. Также был членом Русского собрания.
Судьба после 1917 года неизвестна. Был холост.

## Сочинения
- Памяти И.С. Аксакова. По поводу 10-летия его смерти 27 января 1896 года. [СПб.], 1896;
- И.С Аксаков (1823-1886 гг.) (Опыт характеристики). Харьков, 1910;
- Столыпин и самодержавие; Речь члена Гос. Думы И.И. Балаклеева, сказанная им в заседании 11 мая при обсуждении кадюкского проекта изменения сметных правил 8 марта 1906 г.
- Речи члена Государственной думы третьего созыва И.И. Балаклеева. 1907-1912 гг. Харьков, 1912.